# Tårtgeneralen
Tårtgeneralen är Filip Hammars och Fredrik Wikingssons andra roman som kom ut den 20 november 2009. (Den första var Två nötcreme och en Moviebox från 2003.) Boken utspelar sig 1984 och handlar om den svenska staden Köping och karaktären Hasse P., en "lirare" som är nyinflyttad i staden.
I maj 2017 tillkännagavs att boken filmatiseras med Mikael Persbrandt i rollen som Hasse P. Filmen hade premiär den 7 mars 2018.

## Handling
1984, samtidigt som Ikea stänger ner (för första gången i världen någonsin) i staden, utser Jan Guillou i TV-programmet Rekordmagazinet Köping till  Sveriges tråkigaste stad. Medan ett helt land skrattar och en hel bygd lamslås bestämmer sig Hasse Pettersson, även kallad Hasse P, för att motbevisa "Stockholmsjävlarna" genom att baka världens längsta smörgåstårta, och därmed skriva in Köping i Guinness Rekordbok.
Jippot med smörgåstårtan blir en succé och ger Hasse P blodad tand. Vartefter handlingen fortlöper kläcks och realiseras en mängd olika storslagna idéer: öppnandet av en ostbutik, en jättelik kräftskiva, samt ett försök att göra kanelbullen till årets julklapp.

## Mottagande
Mottagandet har varit både positivt och negativt. Västerbottens-Kuriren kallar boken för en "dokuroman". Aftonbladets Gunder Andersson skriver att boken är "en av de mest meningslösa böcker jag läst". Jesper Högström på Expressen jämför med "rustika skrönor som Plötsligt i Vinslöv eller Lönsboda Fox, där svensk lantlig verklighet medelst hård casting av intervjupersoner och flink verksamhet vid klippbordet fåtts att framstå som lika kufiskt färgstark som i en Piraten-skröna."